# Fernando Aranda Gruas
Fernando Aranda Gruas   (Tamarit de Llitera, 2 d'agost de 1910 - Barcelona, 16 de desembre de 2002) fou un pilot de motociclisme franjolí molt popular entre els anys 30 i els 50, a banda d'un reputat comerciant de motocicletes a Barcelona un cop es retirà de la competició.

## Resum biogràfic
Fernando Aranda aprengué aviat a anar en bicicleta al seu Tamarit natal. A deu anys es traslladà amb tota la seva família a Barcelona, on la seva afecció per les curses de motociclisme anà en augment. A 17 anys, sense tenir encara carnet de conduir, aprofità que l'aleshores famós pilot Miquel Simó es va lesionar als entrenaments d'una cursa al velòdrom de Sants per demanar-li la seva moto (una 150 cc). Simó l'hi deixà i així Aranda guanyà la primera cursa en què participà en sa vida. Aquell mateix 1927 en disputà d'altres, totes amb motos deixades, i assolí ja importants èxits, com ara el tercer lloc al Gran Premi d'Europa disputat a L'Ametlla del Vallès.
Entre 1928 i 1930 destacà pilotant les FN de 350 i de 500 cc, així com l'Ariel de 500 cc, amb la qual guanyà la pujada de muntanya a Vallvidrera.
El 1931, a vint anys, guanyà la Pujada a la Rabassada amb una Rudge de 500 cc, per davant fins i tot del famós Rudolf Caracciola i el seu potent Mercedes Benz de 4.500 cc. Això l'empenyé a comprar-se una Rudge 350, amb la qual corregué entre 1931 i 1933 aconseguint victòries a l'estat espanyol, Portugal, França i Itàlia. Guanyà també el Campionat d'Espanya en diverses cilindrades. El 1932 participà en la fundació de l'Associació de Corredors Motociclistes de Catalunya (ACMC).

### Èxits internacionals
El 1934, mentre recorria Europa tot sol al volant d'un Ford T on transportava la seva moto (un cop li havia desmuntat les rodes), obtingué el vuitè lloc al Tourist Trophy de l'Illa de Man i el tercer al Dutch TT del circuit d'Assen. Aquell any ja havia canviat la seva Rudge per una Velocette de 350 cc preparada per ell mateix, amb la qual assolí el títol de Campió d'Espanya després d'acabar segon al Gran Premi de Barcelona celebrat al circuit de Montjuïc, havent lluitat durament amb Stanley Woods i la seva Velocette de 500 cc.
En veient el seu nivell, Norton li oferí un lloc al seu equip com a pilot oficial per a la resta de la temporada, però Aranda tingué la mala sort de patir el pitjor accident de la seva carrera al Gran Premi d'Alemanya, just abans de començar a córrer amb Norton, malbaratant així una oportunitat única. Aquella caiguda, quan anava a més de 120 km/h, li causa fractures diverses i l'hagueren d'operar més d'una vegada, passant mesos ingressat a Alemanya i després a Barcelona (a la clínica del doctor Soler-Roig).

### Retirada
Mentre es recuperava del seu accident l'enxampà la guerra civil espanyola, amb la qual cosa no pogué reaparèixer als circuits fins al 1948, a trenta-vuit anys. Aleshores corregué amb una Guzzi Gambalunga de 250 cc i una altra de 500. Amb totes dues motos aconseguí força èxits fins al 1952, any en què decidí retirar-se després de vint-i-sis anys de dedicació gairebé absoluta al motociclisme. Tot i així, Gilera li oferí una quadri-cilíndrica exclusiva per al GP d'Espanya de 1953, que s'havia de córrer a Montjuïc, i Aranda intorrompé el seu retir per tal de poder pilotar aquella motocicleta aleshores extraordinària, amb la qual feu molt bon paper a la cursa i (tot i patir una caiguda), s'hi classificà com a primer català.
Fernando Aranda fundà el 1941 a Barcelona un establiment de reparació i venda de motocicletes que es feu molt popular, Moto Aranda, i el dirigí durant dècades. Actualment, aquest establiment segueix en funcionament i és concessionari oficial d'Honda.

## Palmarès
- Campió d'Espanya de 350cc i 500cc el 1934.[7][8]
- Campió d'Espanya de 250cc el 1950.[9]

### Resultats al Mundial de motociclisme[10]
| Any   | Categoria | Moto      | Curses | Victòries | Podi | Pole | Fast lap | Punts | Posició |
| ----- | --------- | --------- | ------ | --------- | ---- | ---- | -------- | ----- | ------- |
| 1951  | 350cc     | Velocette | 1      | 0         | 0    | 0    | 0        | 3     | 14è     |
| 1952  | 500cc     | Gilera    | 1      | 0         | 0    | 0    | 0        | 0     | 28è     |
| Total |           |           | 2      | 0         | 0    | 0    | 0        | 3     |         |